# Zuzanna Witych
Zuzanna Witych ps. „Zuza” (ur. 19 listopada 1992 w Łodzi) – polska narciarka freeride'owa. Pierwsza Polka, która zakwalifikowała się do zawodów Freeride World Tour. Mieszka i trenuje w kantonie Valais w Szwajcarii.

## Sukcesy
- 2020: Mistrzostwa Europy i Oceanii we freestyle’u – 1 miejsce[6][4]
- 2021: Puchar Świata w narciarstwie freeride’owym Freeride World Tour(inne języki) – 3 miejsce w klasyfikacji generalnej[7][8]

## Filmografia
- „Zuza. Far from the peaks” (reż. Maciej Sulima, 2023) jako ona sama[1]